# جان مک‌کورمک (بوکسور)
جان مک‌کورمک (انگلیسی: John McCormack; ۹ ژانویهٔ ۱۹۳۵ – ۲۳ مهٔ ۲۰۱۴) ورزشکار بوکس اهل بریتانیا بود.
وی در مسابقات کشوری و بین‌المللی در مجموع برندهٔ ۱ مدال برنز شده‌است.